# Capela de Nossa Senhora da Saúde e de Santo André (Sacavém)
A Capela de Nossa Senhora da Saúde e de Santo André, geralmente conhecida sob a forma sincopada de Capela de Nossa Senhora da Saúde ou Santuário de Nossa Senhora da Saúde é um pequeno templo situado em Sacavém, na zona conhecida como Sacavém de Cima, isolada num largo que corresponde ao centro histórico da cidade – o Largo Cinco de Outubro, outrora conhecido como Largo da Saúde, Largo da Capela ou Terreiro da Capela.

## Orago primitivo:Santo André
Na Idade Média parece ter havido, junto da actual capela, uma albergaria de peregrinos e um hospital/gafaria de leprosos (na época, as várias funções assistenciais eram exercidas pelas mesmas instituições – essencialmente corporações religiosas que se uniam debaixo de uma mesma devoção – e assim tratava-se não apenas dos peregrinos, como também dos pobres e dos leprosos) dedicado a Santo André, ao qual se achava anexo uma pequena capela. Os motivos desta invocação não são evidentes, já que o normal orago dos leprosos costuma ser São Lázaro, e o dos peregrinos, São Cristóvão. Seja como for, o antigo culto de Santo André manteve-se ao longo dos tempos, justificando assim o facto de, ainda hoje, ser o orago menor e co-patrono da capela.

## Orago moderno:Nossa Senhora da Saúde

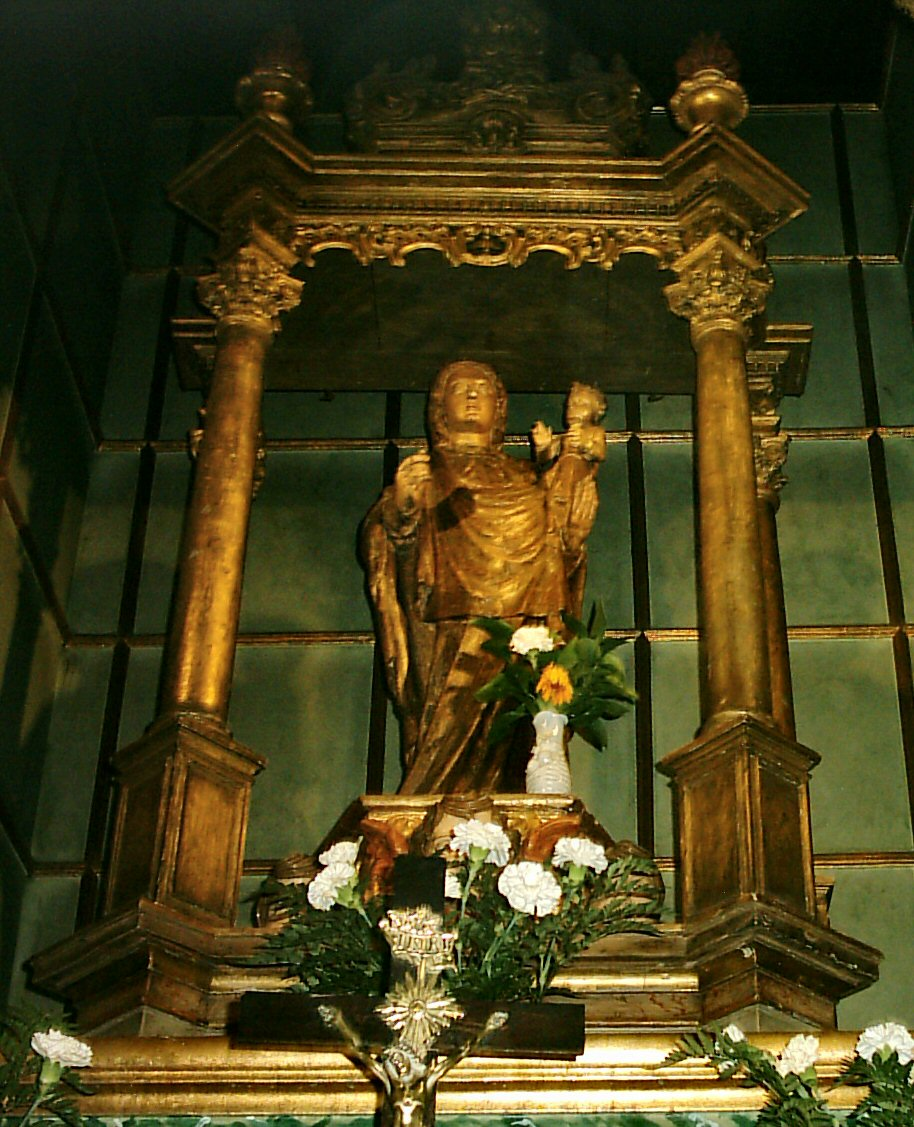
A imagem tardo-medieva da Senhora da Saúde, segurando no braço esquerdo o menino Jesus.

A actual ermida é certamente anterior a 1599, mas só nessa data surge a primeira referência à Senhora da Saúde.
Com efeito, nesse ano uma terrível epidemia de peste ter-se-ia abatido sobre toda a cidade de Lisboa e seu termo. Segundo reza a tradição, em Sacavém a pandemia lavrou com particular força, de tal modo que o número de mortos acabou por ser largamente superior ao espaço disponível na Igreja Matriz para serem sepultados.
Os sobreviventes decidiram então enterrá-los nas proximidades desta ermida; contudo, logo ao abrir-se a primeira vala, os coveiros depararam-se com uma estátua da Virgem com o Menino. Logo os populares se reuniram com grande frémito, implorando pela realização de uma procissão em honra da Mãe de Deus, a fim de invocarem a sua salvação. De acordo com essa mesma tradição, atestada por várias fontes e nunca desmentida, a peste cessou. A estatueta da Virgem Maria então descoberta passou a ser venerada como Nossa Senhora da Saúde.
Desde então que a Senhora da Saúde tem sido venerada com particular carinho pelos sacavenenses. Ainda que o orago maior da cidade seja Nossa Senhora da Purificação, na verdade, é Nossa Senhora da Saúde a mais glorificada, realizando-se anualmente, no primeiro Domingo de Setembro, grandes festejos em sua honra.
Na vizinha freguesia de Loures, no lugar de Montemor, também foi edificado por esta altura um pequeno templo dedicado à Virgem Maria sob a invocação de Nossa Senhora da Saúde, o que comprova a grande veneração a que passou a ser sujeita, por ter acalmado a peste.

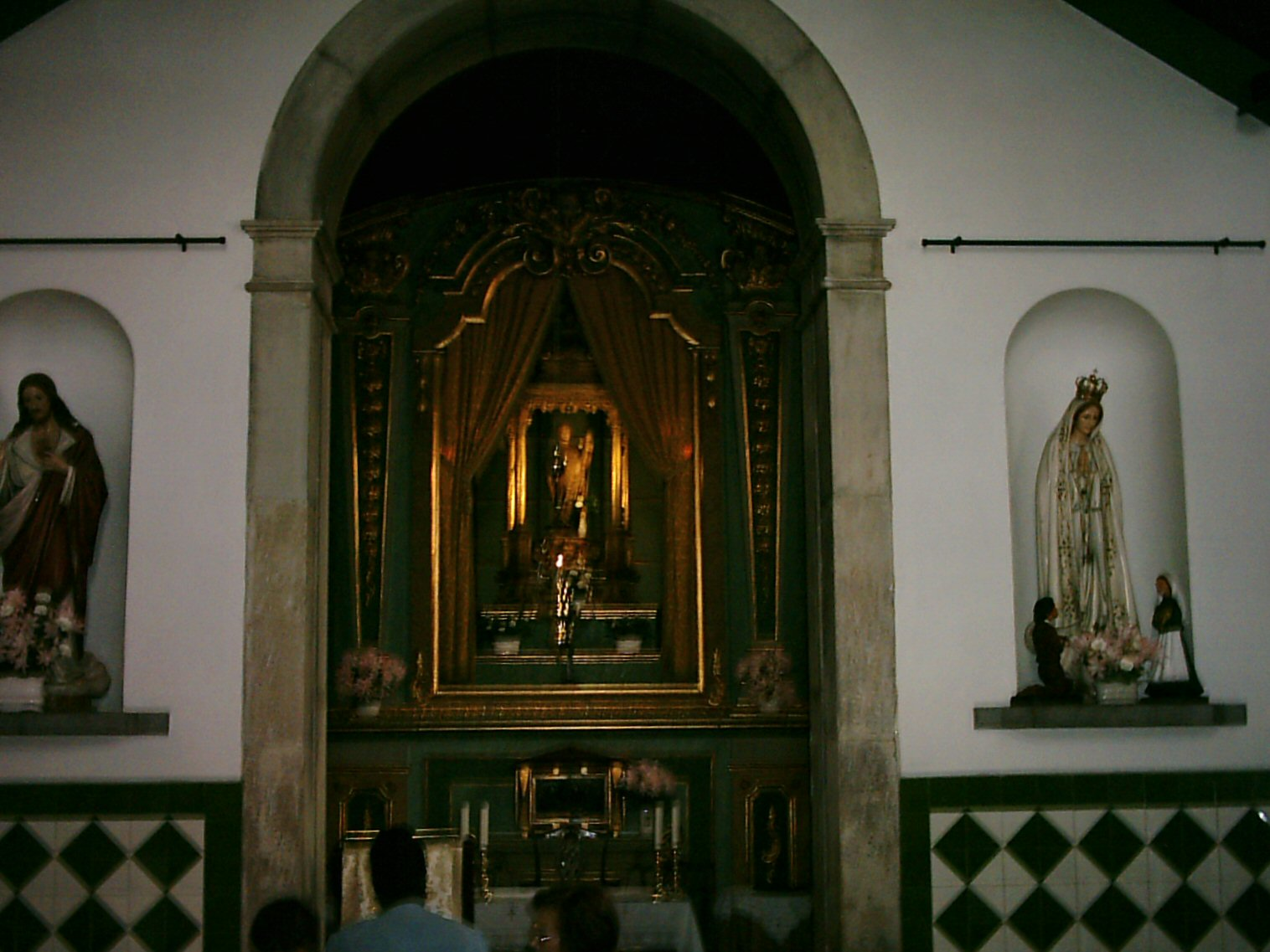
Altar da Capela: imagens do Sagrado Coração de Jesus (à esquerda), Nossa Senhora da Saúde (no altar-mor) e Nossa Senhora de Fátima (à direita).

## Campanhas de restauro
A capela primitiva foi derrubada e refeita à custa das esmolas populares em 1652; sofreu novas obras de beneficiação em 1700, e foi grandemente reparada em 1756, após o terramoto do ano anterior. Sofreu novas obras de restauro em 1872 (custeadas pelas esmolas) e em 1986 (da responsabilidade da paróquia, então dirigida pelo Prior Filinto Ramalho).

## Características arquitectónicas
O templo é formado pela justaposição de dois blocos (a nave a capela-mor).
A fachada, de branco e rematada de azul, é encimada por uma balaustrada, dois pináculos, e um relógio ao centro, o qual por sua vez é encimado por outros dois pináculos e um sino. Uma janela em arco de volta perfeita encima a entrada, em cujo lintel se dá conta de uma breve história da ermida:

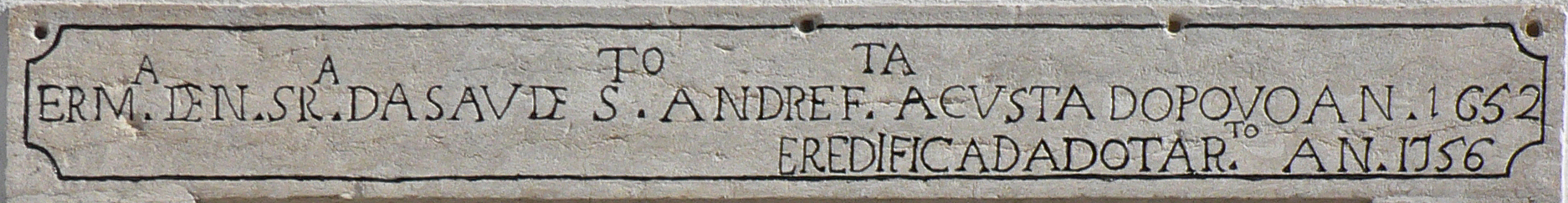
Ermida de Nossa Senhora da Saúde e de Santo André

Resolvidas as abreviaturas epigráficas, temos:
No interior, as paredes acham-se revestidas de azulejos policromos de branco e verde, dispostos em losangos. A capela-mor acha-se definida exteriormente por um arco de volta perfeita, em torno do qual se acham dois pequenos nichos, também em forma de arco romano, onde se encontram, à esquerda, o Sagrado Coração de Jesus e, à direita, Nossa Senhora de Fátima.
O altar-mor, em forma de arco contracurvado terminando em volutas, é encimado por cinco imagens de anjos em talha dourada, ao gosto barroco. Aí, semicoberta por dois panos dourados, acha-se a já referida estátua da Senhora da Saúde, representação da Virgem Maria segurando o Menino, e que parece datar, pela configuração artística, dos séculos finais da Idade Média, denotando uma grande qualidade escultórica para o período em causa. O altar-mor fica completo com dois grupos escultóricos a ladearem a Senhora da Saúde – o santo-bispo à esqueda e São Sebastião à direita.
Na parede lateral do altar mor temos ainda uma figura de Santo António.

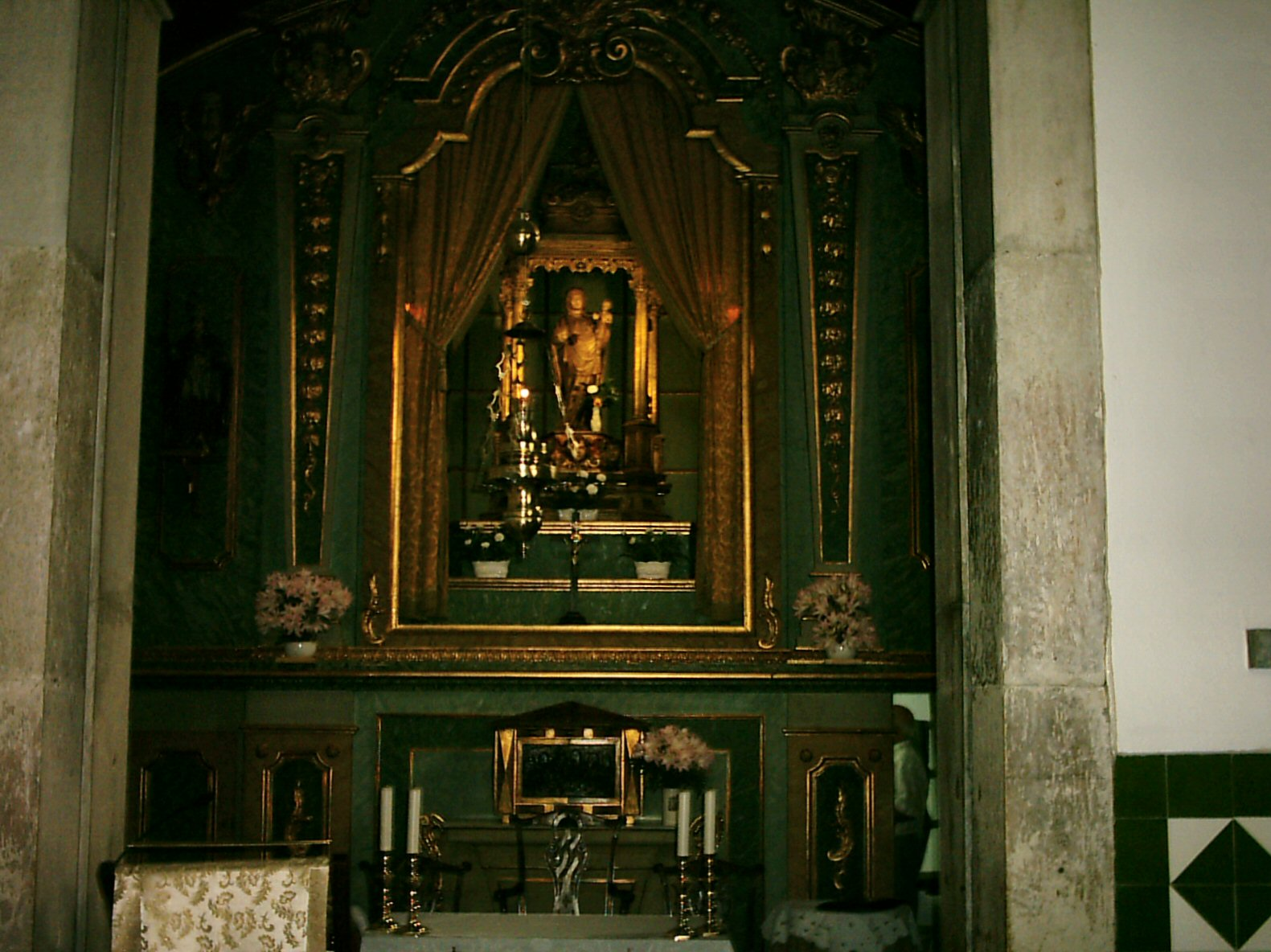
Altar-Mor: imagem da Nossa Senhora da Saúde.

No exterior, à esquerda da capela funciona, em anexo, a sacristia, e atrás dela erguem-se os restos da Torre Medieval de Sacavém. No alçado oriental da capela, foi colocada em 1999 uma lápide que reza o seguinte:
ANO DE 1999, SACAVÉM AQUI CELEBRA QUATRO

SÉCULOS DA SUA HISTÓRICA DEVOÇÃO

À NOSSA SENHORA DA SAÚDE.

TAMBÉM AQUI SE TESTEMUNHA O AURORESCER

DA CONSCIÊNCIA COLECTIVA DE UM POVO.

FOI ESTA MEMÓRIA DESCERRADA NA PRESENÇA